# Прапор Чувашії
Прапор Чуваської Республіки (чув. Чăваш Республикин ялавĕ) є державним символом Чувашії.

## Опис
Державний прапор Чуваської Республіки являє собою прямокутне полотнище з відношенням сторін 5:8, пересічене на жовте (угорі) і пурпурове (унизу) поля. У центрі прапора розміщено пурпурові древньочуваські емблеми — "Дерево Життя" і "Три Сонця". 
Кольори державного прапора — жовтий (золотий) і пурпуровий (сандалово-червоний) — традиційні кольори чуваського народу. Жовтий (сара) колір у чуваському фольклорі наділений поняттям найкрасивішого кольору, що персоніфікує все найпрекрасніше й найсвітліше. Золото в геральдичному тлумаченні — багатство, справедливість, милосердя, великодушність, сталість, сила, вірність. Пурпуровий колір — один з найпоширеніших у чувашів кольорів, яким виконувалися основні елементи народного орнаменту. Пурпур у геральдичному тлумаченні — гідність, могутність, мужність, сила.

## Історія

### 1918

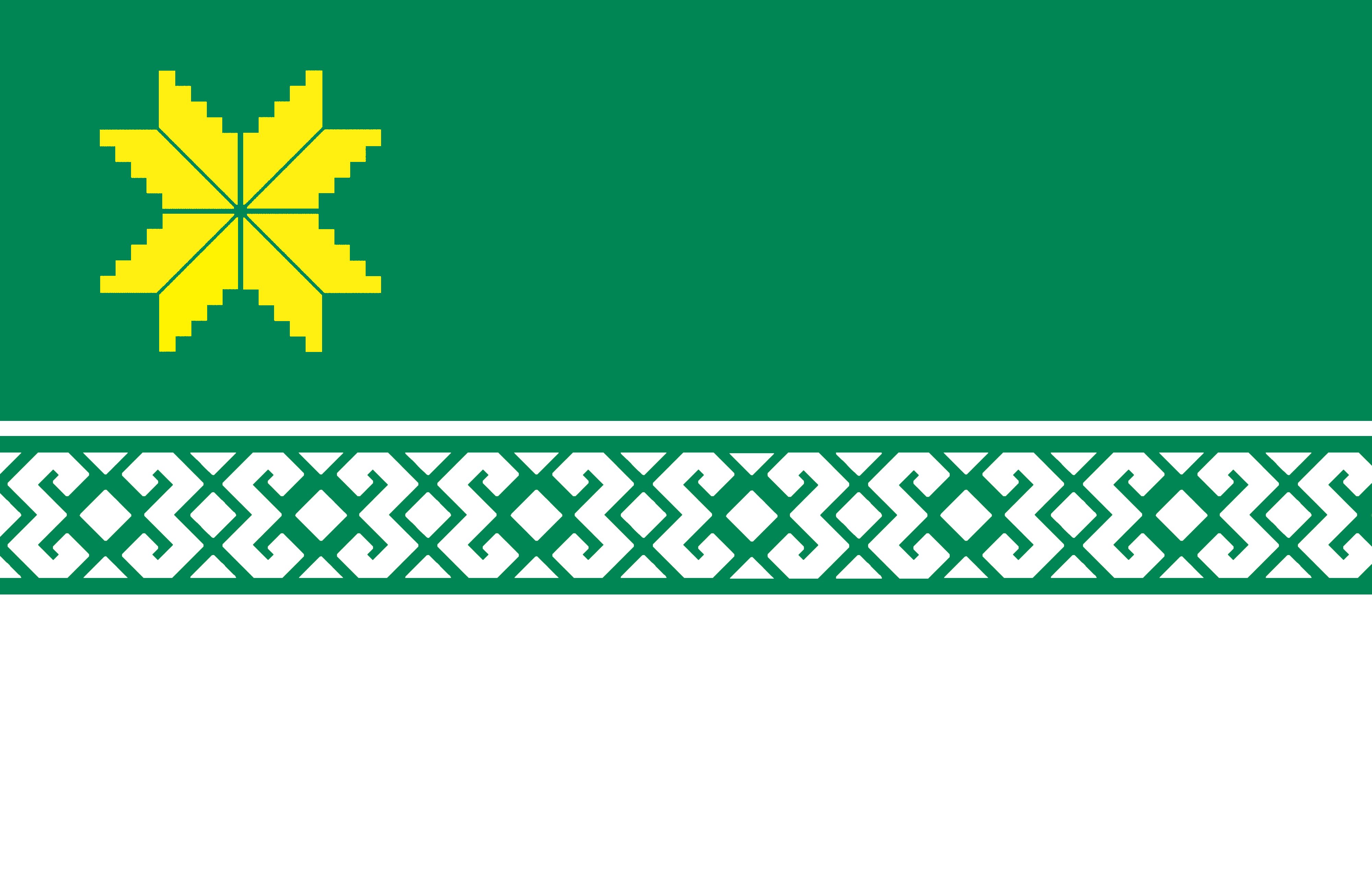
Прапор Чувашii 1918

Перший чуваський національний з'їзд постановив почати розробку прапору Чувашії. Було створено декілька проєктів, один з яких був затверджений на військовому з'їзді у січні 1918 року.
За затвердженим проєктом прапор мав бути біколором зеленого та білого з жовтуватим відтінком кольорів з національними візерунками. Також було запропоновано розмістити зображення сонця у куті на зеленому фоні. Зображення або дані про кольорові пропорції прапору не збереглися. Цей прапор з доданням напису (назви військової частини) використовувався також як символ 1-го Чуваського національного полку, що створювався у той час.

### 1926-1927

Прапор Чувашії 1926-27 рр.

25 лютого 1926 Президією ЦВК ЧАССР була створена комісія з розробки герба і прапора республіки, яка оголосила республіканський конкурс на найкращий проєкт прапора. 10 грудня 1926 комісія постановила прийняти прапор Чувашії c таким описом:
|  | Державний прапор Чуваської Автономної Соціалістичної Радянської Республіки складається з червоного або вогняного полотнища, у лівому верхньому кутку якого є вставка білого полотна із золотими буквами: «Ч.А.С.С.Р.» в оточенні чуваського орнаменту. Співвідношення ширини прапора до довжини 1:2. Співвідношення білої вставки до червоного полотнища 1:9. |

Прапор затверджено постановою Президії ЦВК ЧАССР від 3 січня 1927. Автор малюнку - художник і фотограф П. Мартенс.

### 1927-1931

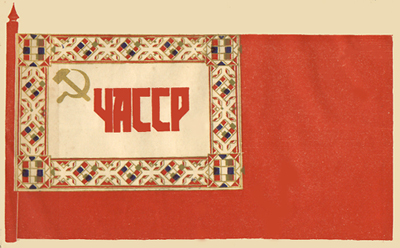
Прапор Чувашії 1927-31 рр.

На II (VII) з'їзді Рад республіки 31 березня 1927 була затверджена нова версія державного прапора Чуваської АРСР. Абревіатура втратила крапки, змінила колір з золотого на червоний, а перед нею були додані золоті серп і молот.

### 1931-1937

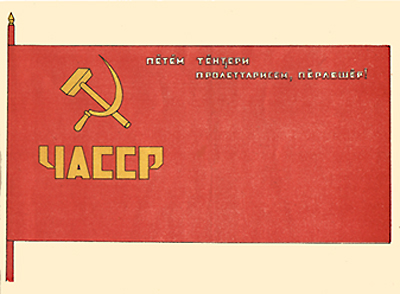
Прапор Чувашії 1931-37 рр.

12 лютого 1931 IV (IX) з'їзд Рад Чуваської АРСР вніс корективи в зображення прапора, прийнявши постанову «Про державний герб і прапор Чуваської АРСР». З офіційних символів держави були прибрані декоративні елементи у вигляді чуваського національного орнаменту «як такі, що не відображають правильну національну політику пролетарської держави» і доданий девіз «Пролетарі, всіх країн єднайтеся!» на чуваській мові (чуваш. «Пĕтĕм тĕнчері пролетарісем, пĕрлешĕр!»).

### 1937-1954

Прапор Чувашії 1937-54 рр.

За Конституцією 1937 і герб і прапор ЧАССР стали аналогічними символам РРФСР, але з додаванням назви автономії російською і чуваською мовами. Напис на прапорі розташовувалася так, що абревіатура «АРСР» була спільною і для російської, і для чуваської назви республіки.
Опис герба і прапора містилось у статтях 111 і 112 глави Х Конституції ЧАССР.

### 1954-1978

Прапор Чувашії 1954-78 рр.

1954 року з'явився новий варіант прапора РРФСР. Біля держака було додано блакитну смугу шириною в 1/8 довжини полотнища, в крижі розмістилися серп, молот і зірка. Відповідно змінилися і прапори автономних республік. Під серпом і молотом збереглася назва республіки двома мовами.

### 1978-1992

Прапор Чувашії 1978-92 рр.

Позачергова VIII сесія Верховної Ради ЧАССР 9-го скликання 31 травня 1978 затвердила нову Конституцію (Основний закон) ЧАССР. Символи республіки, герб і прапор, описувалися відповідно до ст. 157 і 158. Загалом герб і прапор залишилися колишніми, але з деякими незначними змінами. На прапорі напис почали зображувати у два рядки, по-російськи і по-чуваськи.

### Становлення сучасного прапора
З 19 жовтня 1990 з назви республіки видалено слово «автономна», а 24 жовтня встановлено нову назву - Чуваська Республіка. У жовтні 1990 Верховна Рада Чувашії проголосила суверенітет республіки.
Незабаром був оголошений конкурс на розробку нових національних символів, але ще до оголошення конкурсу до комісії надійшло понад 100 проєктів.

Проєкт прапора від Громади Чуваської культури в Естонській республіці.
Проєкт прапора від Громади Чуваської культури в Естонській республіці.
Проєкт прапора Чувашії.
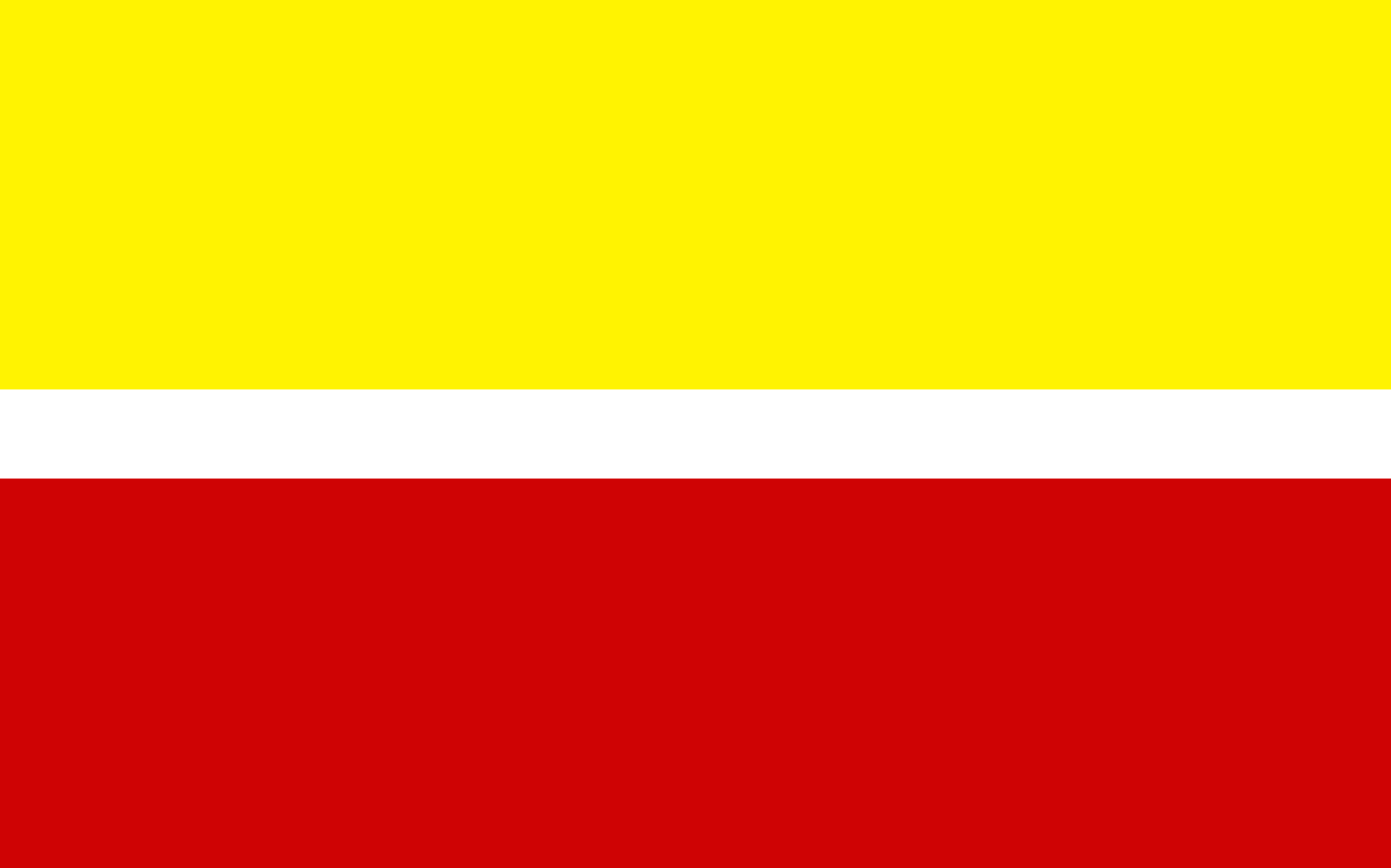
Проєкт прапора Чувашії. Запропонований Камськими чувашами

29 квітня 1992 Постановою Верховної Ради затверджено Положення про прапор Чуваської Республіки за проєктом народного художника республіки Еллі Юр'єва. Новий прапор детально описаний у статті 2 цього Положення. Тоді ж внесені зміни у відповідні статті Конституції. Герб і прапор підтверджені Законом Чуваської Республіки «Про державні символи Чуваської Республіки» від 1 липня 1997 року.